# Johan Pehrson
Pour les articles homonymes, voir Pehrson.
Johan Pehrson, né le 8 mai 1968 à Längbro à Örebro, est un homme politique suédois, premier secrétaire intérimaire du parti Les Libéraux depuis le 8 avril 2022.
Il est membre du bureau exécutif des Libéraux depuis 2001 et secrétaire national du parti de 2001 à 2002. Il est député au Riksdag de 1998 à 2015 et encore depuis 2018. Il est le président du groupe parlementaire des Libéraux de 2006 à 2014 et de 2019 à 2022.

## Biographie
Johan Pehrson est né à Längbro dans la ville de Örebro. Son père est cadre est sa mère orfèvre. De 1990 à 1996, il fait des études de droit à l’université d'Uppsala et au King's College de Londres. Il travaille comme greffier au tribunal de première instance d’Örebro de 1997 à 1998.

### Parcours politique
Johan Pehrson intègre tôt la Jeunesse du Parti du peuple (qui devient en 1991 la Jeunesse libérale de la Suède). Il est le second vice-président de cette organisation de 1991 à 1993 et reste membre de son conseil exécutif jusqu’à 1995. Ayant accompli ces études, il travaille de 1996 à 1997 tant que secrétaire politique du Parti du peuple – Les Libéraux (qui deviendra en 2015 Les Libéraux).
En 1998, Johan Pehrson est élu député parlementaire. De 2002 à 2006, il est le président de la Commission de la justice, et de 2006 à 2014 le président du groupe parlementaire du Parti du peuple – Les Libéraux En 2015, il quitte le Riksdag pour créer une société d’investissement, mais y revient après les élections législatives de 2018.
En 2019, Johan Pehrson est un des trois candidats à la présidence des Libéraux. N’ayant pas obtenu le support d’aucune des 21 fédérations régionales, il se retire pourtant de la compétition avant le congrès du parti. Johan Pehrson devient ensuite premier vice-secrétaire des Libéraux et de nouveau président de son groupe parlementaire,.

### Secrétaire générale intérimaire des Libéraux
Le 8 avril 2022, la secrétaire générale des Libéraux, Nyamko Sabuni, démissionne. Le parti déclare alors que Johan Pehrson, en tant que premier vice-secrétaire, sera secrétaire général intérimaire du parti pendant les élections législatives de 2022. Un secrétaire général régulier sera par la suite élu lors d'une conférence de parti extraordinaire tenue en décembre cette même année.